# Мамедзаде, Бябир Беймамед оглы
Бябир Беймамед оглы Мамедзаде (азерб. Bəbir Bəyməmməd oğlu Məmmədzadə; 1914, Шаган, Бакинская губерния — 1942, Баку, Азербайджанская ССР) — советский азербайджанский поэт, член Союза писателей Азербайджана.                                                                   

## Биография
Бябир Мамедзаде родился в 1914 году в селе Шаган близ Баку. Среднее образование получил в родном селении. В 1930—1931 гг. продолжил образование в Педагогическом техникуме имени М. А. Азизбекова в городе Шуша, после окончания которого преподавал в средних школах городов Баку и Шуша. С мая 1935 года был актёром Азербайджанского государственного драматического театра. В 1939 году в возрасте 25 лет Бябир Мамедзаде стал членом Союза писателей Азербайджанской ССР, где был руководителем Отдела по фольклору вплоть до своей смерти в 1942 году в возрасте 28 лет.

## Творчество
Бябир Мамедзаде начал свою творческую деятельность в 1928 году, когда в периодической печати появились его первые стихи. Издавались его произведения в газетах «Коммунист», «Литературная газета», «Молодой работник», «Новый путь», а также в журнале «Пионер». Он был автором сатирических стихов, фельетонов и рассказов, а также нескольких одно-актовых драматических произведений «Проголосуем за руководителя», «Мугань», «Мирза Фатали», «Майская выставка».
Большую роль в его становлении как поэта и писателя, сыграл отец, Бей-Мамед Мамедли (Мамедзаде), и окружение, для которого устное народное творчество было неотъемлемой частью жизни. Его отец, как и многие односельчане, отличался на вечерах и собраниях, где пели мейхану, читали свои стихи и проводили стихотворные соревнования.